# Elatostema longirostre
Elatostema longirostre är en nässelväxtart som beskrevs av Henry Nicholas Ridley. Elatostema longirostre ingår i släktet Elatostema och familjen nässelväxter. Inga underarter finns listade i Catalogue of Life.